# Hypocrita bicolorata
Hypocrita bicolorata är en fjärilsart som beskrevs av Roemer 1789. Hypocrita bicolorata ingår i släktet Hypocrita och familjen björnspinnare. Inga underarter finns listade i Catalogue of Life.